# Escotismo (escolástica)
Escotismo é o sistema filosofia ou teologia da escola assim nomeada após o século XIII por causa do filósofo e teólogo Escocês João Duns Escoto. A palavra vem do nome de seu originador, cuja Opus Oxoniense foi um dos mais importantes documentos para filosofia medieval e para a Igreja Católica, esclarecendo o que viria a ser definido depois como Dogma da Imaculada Conceição pelo Papa Pio IX em sua constituição Ineffabilis Deus em 8 de dezembro de 1854 .

## Desenvolvimento histórico
O escotismo se desenvolveu a partir da Velha Escola Franciscana, que exerceu forte influência na teologia da Idade Média. Essa escola de pensamento inicialmente seguia o Agostinianismo que dominava a teologia nas primícias do escotismo.
Duns Escoto encontrou terreno fértil para disputar com seguidores de Santo Tomás de Aquino. Fez um uso bastante livre do Aristotelismo, mas em seu emprego salientava as reservas com o sistema do Estagirita. Também foi original no uso de vários pontos ensinados pela velha escola franciscana – especialmente no que diz respeito à pluralidade de formas ou almas, a matéria espiritual dos anjos e almas, etc., onde combateu energicamente Santo Tomás. Escotismo, ou o que é conhecido como Escola Franciscana Tardia, é, portanto, apenas uma continuação ou desenvolvimento posterior da velha escola, com uma maior aceitação (embora não exclusiva) das ideias do Peripatetismo. A diferença entre o Tomismo e o Escotismo poderia ser expressa dizendo que, embora ambas bebam na fonte de Aristotelismo árabe e Neoplatonizado, o tomismo é mais próximo do aristotelismo ortodoxo de Maimônides, Averróis e Avicena, enquanto o escotismo reflete melhor a tendência platonizante de Avicebron, Plotino e Proclo.

## Escotistas notáveis
- Antonio Trombetta
- Bartolomeu Mastrio
- Antonius Andreas
- Pedro de Áquila
- João Pôncio
- Este artigo foi inicialmente traduzido, total ou parcialmente, do artigo da Wikipédia em inglês cujo título é «Scotism».